# Route nationale 402
Die Route nationale 402, kurz N 402 oder RN 402, war eine französische Nationalstraße.
Die Straßennummer wurde erstmals 1933 in das Nationalstraßennetz aufgenommen.
Der Streckenverlauf führte von Rupt-devant-Saint-Mihiel bis nach Givry-en-Argonne.
Auf ihrer 39 Kilometer langer Strecke kreuzte die Straße dabei die Voie Sacrée, die Hauptversorgungstrasse für Verdun während des Ersten Weltkriegs.
1973 wurde die Nationalstraße zur Département-Straße herabgestuft.